# Шурова Ольга Володимирівна
Ольга Володимирівна Шу́рова (нар. 31 травня 1976, Шахтарськ) — українська журналістка, стилістка і PR-директор гурту Pianoбой. До 2015 року була головною редакторкою українського видання «Экспресс-газета».

## Життєпис
Ольга Таракановська народилась 31 травня 1976 року у місті Шахтарськ Донецької області. В 2000 році закінчила Донецький університет за спеціальністю «Культурологія» і почала працювати журналісткою в місцевих виданнях. 
За рекомендаціями запрошена на роботу до Москви в Експресс-газету. Невдовзі, у зв'язку з розширенням франшизи, переїхала до Києва, де стала головною редакторкою української версії видання «Экспрес-газета» і познайомилася з музикантом Дмитром Шуровим. Одружилася з ним 24 січня 2003 року. 23 серпня 2003 року народила сина Лева.
У Pianoбой займається керуванням зв'язками з громадськістю з початку заснування проєкту (2009 рік). В кінці 2015 році була змушена звільнитися з газети через те, що від Pianoбой пішов менеджер.